# Tarragona
Tarragona (o Tarracona in italiano arcaico) è una città della Spagna orientale di 132 299 abitanti. È situata nella comunità autonoma della Catalogna ed è il capoluogo della provincia omonima e della comarca del Tarragonès.
L'insieme archeologico della città di Tarragona è stato inserito nell'anno 2000 tra i Patrimoni mondiali dell'umanità dell'UNESCO sotto la dizione di Complesso archeologico di Tarraco.

## Geografia fisica
La città si trova sulla costa del Mar Mediterraneo (Costa Daurada), su una altura rocciosa affacciata sul mare (altezza massima 167 m s.l.m.) Gode di un clima mediterraneo.
Il territorio è attraversato dai fiumi Francolí (lunghezza di 85 km e portata media di 1.390 l/s) e Gaià (lunghezza di 85 km e portata di 390 l/s).

## Clima
| Tarragona           | Mesi | Mesi | Mesi | Mesi | Mesi | Mesi | Mesi | Mesi | Mesi | Mesi | Mesi | Mesi | Stagioni | Stagioni | Stagioni | Stagioni | Anno |
| Tarragona           | Gen  | Feb  | Mar  | Apr  | Mag  | Giu  | Lug  | Ago  | Set  | Ott  | Nov  | Dic  | Inv      | Pri      | Est      | Aut      | Anno |
| ------------------- | ---- | ---- | ---- | ---- | ---- | ---- | ---- | ---- | ---- | ---- | ---- | ---- | -------- | -------- | -------- | -------- | ---- |
| T. max. media (°C)  | 12,4 | 14,2 | 16,0 | 17,8 | 20,6 | 24,3 | 26,7 | 27,2 | 25,2 | 20,7 | 16,2 | 14,0 | 13,5     | 18,1     | 26,1     | 20,7     | 19,6 |
| T. min. media (°C)  | 6,1  | 6,8  | 8,2  | 10,2 | 13,3 | 17,1 | 19,7 | 20,1 | 18,1 | 14,2 | 9,8  | 7,2  | 6,7      | 10,6     | 19,0     | 14,0     | 12,6 |
| Precipitazioni (mm) | 27   | 33   | 39   | 43   | 54   | 37   | 17   | 43   | 74   | 75   | 52   | 66   | 126      | 136      | 97       | 201      | 560  |

## Storia
A partire dalla fine del V secolo a.C. è esistito un oppidum (centro fortificato) iberico (Kese o Kissa o Kissis), della tribù dei Cessetani, ma le origini della città risalgono alla seconda guerra punica. Nel 218 a.C. una spedizione romana, sbarcata nella città greca di Emporion (oggi Empúries) si dirige verso sud per controllare i territori a nord del fiume Ebro. La spedizione è guidata da Gneo Cornelio Scipione, a cui più tardi si aggiungerà il fratello Publio Cornelio Scipione: una guarnigione si insedia nei pressi dell'antico oppidum indigeno, che si trasformerà nella più importante base militare romana in Hispania, la città di Tarraco. Plinio testimonia che Tarragona nacque per opera degli Scipioni (Tarraco Scipionum opus) e dagli stessi venne fortificata con mura ciclopiche.
La via Heraclea collegava la città ai Pirenei e prese più tardi il nome di via Augusta.
In età repubblicana la città era probabilmente suddivisa in un accampamento militare nella parte alta e in una zona residenziale presso il villaggio iberico e il porto. La presenza militare si amplia con commercianti e cittadini romani che si stabiliscono nei nuovi territori conquistati. Di quest'epoca si conservano principalmente le mura, costruite probabilmente intorno al 197 a.C., data di istituzione della provincia romana di Hispania Citerior. Intorno alla metà dello stesso secolo le mura furono ampliate.
Nella guerra tra Cesare e Pompeo, si schierò dalla parte di Cesare e ottenne lo status di colonia nel 45 a.C., con il nome di Colonia Iulia Urbs Triumphalis Tarraco. Nel 27 a.C. divenne la capitale della provincia che prese il nome di Hispania Tarraconensis. Negli anni 26-25 a.C. vi risiede Augusto per dirigere le campagne militari in Cantabria e nelle Asturie e la città ne riceve un forte impulso urbanistico con la costruzione del teatro e monumentalizzazione del foro cittadino.
Nel 73 d.C. alle province iberiche fu concessa la cittadinanza romana. In seguito alle trasformazioni amministrative, Tarraco, capitale provinciale, fu dotata, in aggiunta al foro coloniale, il vecchio foro cittadino, di un nuovo immenso foro provinciale, a cui pochi anni dopo si aggiunse il circo. Nel corso del II secolo venne inoltre costruito un anfiteatro.
La città subisce le conseguenze della generale insicurezza nel III secolo e viene saccheggiata nel 260. Nel IV secolo si ha una ripresa, con la costruzione di nuovi edifici pubblici e il restauro di quelli già esistenti. Si sviluppa il cristianesimo e sul luogo di sepoltura del vescovo Fruttuoso e dei suoi diaconi Augure e Eulogio, martirizzati nel 259 nell'anfiteatro, si installa a partire dal V secolo una grande basilica funeraria con un battistero: altri edifici ecclesiastici e una seconda basilica si aggiungono successivamente al complesso, intorno a cui si sviluppa un'ampia necropoli paleocristiana.
Nel tardo impero Tarragona, pur essendo sede saltuariamente del comes Hispaniae, perse il ruolo di capitale. Dopo la conquista visigota rimane tuttavia città di una certa importanza, come sede ecclesiastica arcivescovile e la conservazione delle installazioni portuali. Con la conquista araba nel 713 inizia invece un periodo di decadenza e abbandono.
Dopo la Reconquista, la ripresa della città deve attendere il XII secolo: nel 1129 l'arcivescovo di Tarragona, Oleguer Bonestruga, che risiedeva a Barcellona, cedette la città in vassallaggio a Roberto Burdet, un cavaliere normanno che aveva servito agli ordini di Alfonso I d'Aragona, il quale ottenne il titolo di principe di Tarragona. Il principe restaura alcuni antichi edifici e fa di un'antica torre romana (oggi "Torre del pretorio") il proprio castello. Nel 1146 il nuovo arcivescovo Bernat Tort si trasferì nella città, iniziando un periodo di conflitti giurisdizionali tra principe e arcivescovo, che culminò nell'assassinio dell'arcivescovo allora in carica Hug de Cervelló nel 1171. I normanni furono esiliati a Maiorca e le loro proprietà passarono al conte re di Barcellona Alfonso I il Casto.

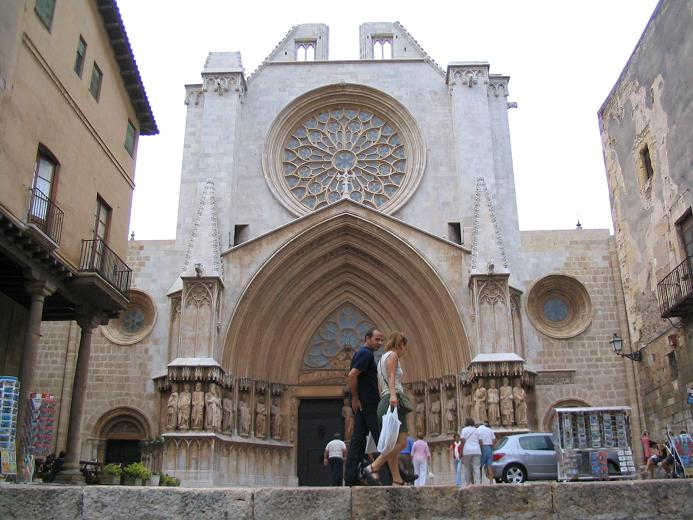
La facciata della cattedrale

In questo periodo la città si era nuovamente sviluppata e vi era sorto un consiglio cittadino. A partire dalla fine del XII secolo l'area dell'antico foro provinciale venne interamente occupata dall'abitato, sorto in modo pianificato, su una rete di strade ortogonale. A partire dal 1171 si iniziò a costruire la cattedrale, consacrata nel 1331. Al di fuori del recinto fortificato si svilupparono altri nuclei: sul circo sorse un borgo fortificato destinato soprattutto ad attività commerciali, chiamato Corral e tra questo e la zona del porto, l'area della Vila Nova vedeva soprattutto orti e mulini.
La peste del 1348 segnò una recessione demografica e un arresto dello sviluppo urbano. Nel 1368 furono tuttavia iniziati i lavori di restauro e rinnovamento delle mura: la costruzione della Muralleta o Mur Nou permette di incorporare il Corral nella città. Il conflitto della guerra civile catalana tra il re Giovanni II e la Generalità, si ripropose nella città tra l'arcivescovo, schierato con il re, e il consiglio municipale che appoggiava il parlamento. Nel 1462 la città fu assediata da Giovanni II e si arrese: le mura e l'area del Corral avevano subito pesanti danni e la popolazione diminuì drasticamente.
Nel XVI secolo le difese vennero ricostruite contro gli attacchi dei pirati. La città divenne un'importante piazzaforte militare e le mura bloccarono le sue possibilità di espansione urbanistica. Diverse epidemie continuavano inoltre a far diminuire la popolazione.
Durante la Guerra dels Segadors tra catalani e francesi da un lato e spagnoli dall'altro, la città subì due assedi, nel 1641 e nel 1644 che comportarono ulteriori distruzioni di edifici e decadenza economica. Il porto fu per diverso tempo abbandonato, mentre i commerci si svolsero nel porto di Salou. Durante la guerra di successione spagnola la città fu difesa da una guarnigione inglese, che ampliò il sistema difensivo con una serie di fortini e baluardi oggi in gran parte scomparsi.
Alla fine del XVIII secolo si ebbe una ripresa: il porto fu ricostruito ed ebbe il permesso di commercio con le Americhe. Nel 1798 fu inoltre completato l'acquedotto, che portava in città l'acqua dal Puigpelat, voluto dagli arcivescovi Joaquin de Santiyan e Francesc Armañá.
Nel 1811 la città fu presa dalle truppe napoleoniche e per oltre due anni, dal 26 gennaio 1812 al 10 marzo 1814, fu annessa al Primo Impero, all'interno del quale divenne una sottoprefettura del dipartimento delle Bocche dell'Ebro. Finita l'occupazione francese, il recupero e la ricostruzione fu aiutato dal governo centrale con l'esenzione dalle imposte tra il 1816 e il 1826. Fu ripristinato il porto e si favorì l'insediamento di commercianti stranieri, che contribuirono alla formazione di una piccola borghesia e alla modernizzazione della città.
L'attività economica si orienta all'esportazione di vino e liquori, comportando una grande estensione delle vigne. Si sviluppa una classe di operai e artigiani e la borghesia avvia diverse imprese. Nella seconda metà del XIX secolo gli alti e bassi dei prezzi condizionano l'economia cittadina e l'espansione urbana.

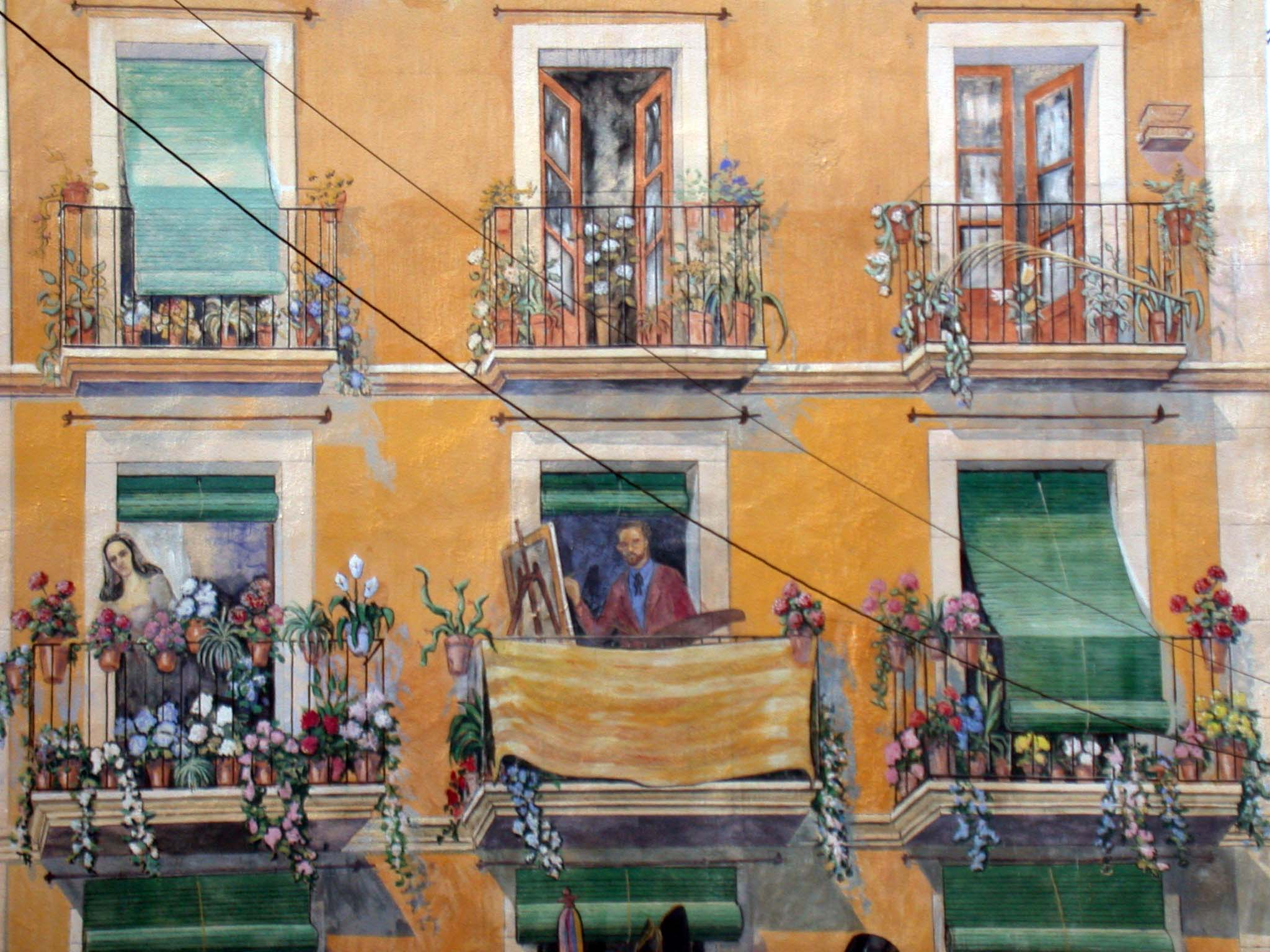
Murales sulla parete di una vecchia casa sorta sopra i resti del circo romano

Dal 1868 la città non fu più piazzaforte militare e si iniziarono a smantellare le mura, ormai inutili di fronte agli sviluppi delle tecniche militari, favorendo il collegamento tra il nucleo più antico e la zona del porto: la prima restò residenza della nobiltà e degli ecclesiastici, mentre la seconda, più dinamica ospitava la borghesia commerciale e gli artigiani. Le opere per la costruzione del porto e lo sviluppo urbanistico portarono alle prime scoperte archeologiche e alla formazione di un Museo archeologico.
Nella prima metà del XX secolo la guerra civile spagnola del 1936-1939 comportò diversi bombardamenti della città, che fecero numerose vittime e causarono distruzioni. Dalla fine degli anni 1950 si installarono nella città delle industrie chimiche e nel 1975 una raffineria petrolifera. La città diviene una sede industriale petrolchimica e il porto diviene il secondo della Spagna per volume commerciale, La maggiore crescita della popolazione, più che raddoppiata, si è avuta tra il 1960 e il 1975. L'aumento della popolazione provoca la creazione di diversi nuclei periferici, soprattutto sulla strada verso Valencia (Torreforta, Campclar, Bonavista, Icomar, Riuclar, La Foresta, La Granja) e verso nord (Sant Salvador, Sant Pere e Sant Pau).

## Monumenti e luoghi d'interesse
Mura romane

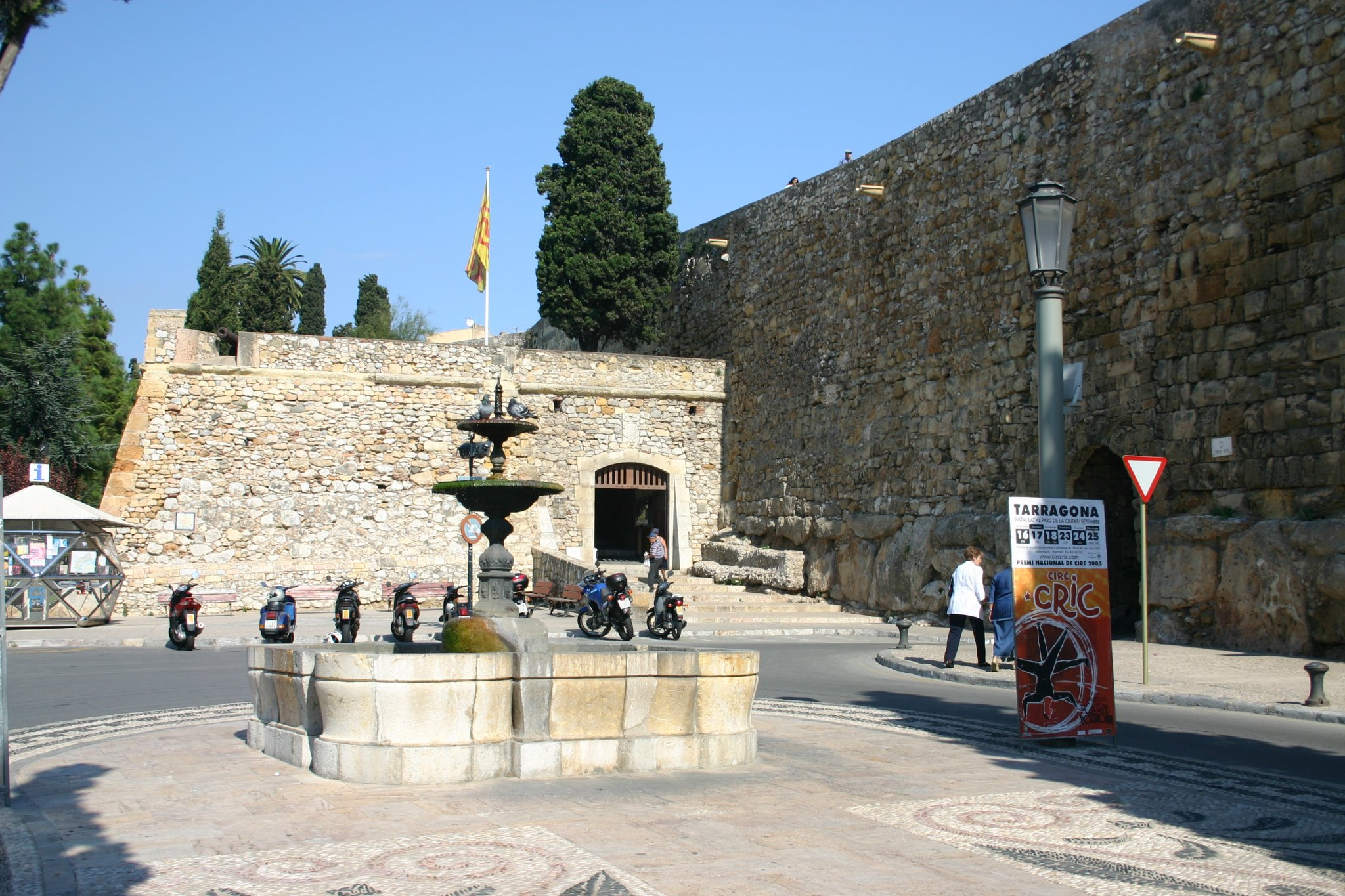
Scorcio delle mura romane

Le mura urbane furono edificate tra il 217 e il 197 a.C. Furono costruite in opera poligonale ed erano alte circa 6 m. Avevano un muro esterno e un muro interno, con un riempimento di terra e pietrame, fino a raggiungere uno spessore complessivo di 4,50 m. Erano rinforzate da torri quadrate, di cui restano oggi quelle di Cabiscol o del Seminario, di Minerva o di Sant Magí e dell'Arcivescovo (quest'ultima, ricostruita nel XIV secolo per un'altezza complessiva di 25 m e coronata da merli, fa parte del Palazzo arcivescovile).
Nella torre della Minerva era stato murato un bassorilievo frammentario raffigurante Minerva e all'interno è stato rinvenuta graffita in latino arcaico, la più antica iscrizione latina fuori dall'Italia, un'invocazione alla dea. La torre conserva inoltre una serie di teste sommariamente scolpite nei blocchi, che rappresentano forse simboli dei nemici uccisi e la testimonianza dell'assimilazione degli usi locali da parte dei Romani. Presso la torre si conserva la principale porta di accesso, da cui entrava in città la via Heraclea.
Le mura furono probabilmente ampliate intorno alla metà del II secolo a.C., inglobando anche il porto e svolgendo, oltre che una funzione puramente difensiva per la guarnigione militare, quella di definizione dello spazio urbano, raggiungendo un perimetro di circa 4,5 km.
In questa seconda fase le mura raggiunsero un'altezza di 12 m e uno spessore complessivo di 6 m. Erano costituite da un basamento in grandi blocchi, alto tra 1,50 e 2 m, con due filari di blocchi, sopra il quale la costruzione proseguiva con blocchi più piccoli. Il riempimento tra il muro esterno e quello interno era in alcuni casi costituito da mattoni crudi. I blocchi recano sigle in alfabeto iberico, legate all'organizzazione del lavoro di costruzione. Nella parte inferiore si aprivano alcune piccole porte, dette "ciclopiche" a causa delle grandi dimensioni dei blocchi di pietra utilizzati.
Nella vita successiva della città le mura subirono rifacimenti e trasformazioni, compresa l'apertura di nuove porte, come quella di Sant Antoni del XVIII secolo. Delle rampe sul lato interno delle mura permettevano di raggiungere il cammino di ronda. Grazie al mantenimento della funzione difensiva le mura che circondavano la parte alta della città si sono parzialmente conservate, mentre nulla resta dell'ampliamento nella parte bassa.
Foro provinciale
La funzione di Tarraco come capitale provinciale e sede del Consilium Provinciae Hispaniae Citerioris, determinò la necessità di costruire un'adeguata sede amministrativa, rappresentata da complesso monumentale del Foro provinciale costruito a partire dal 73 d.C., sotto l'imperatore Vespasiano, nella parte alta della città, che dall'epoca della fondazione era stato di proprietà statale, probabilmente come sede della guarnigione militare.
Approfittando del naturale dislivello del terreno, il complesso fu articolato su due terrazze: quella superiore ospitava il recinto del culto imperiale, mentre quella sottostante era la vera e propria piazza forense. In una terza terrazza sottostante si impiantò successivamente il circo.
Il recinto di culto era a pianta rettangolare (153 m per 136 m) ed era costituito da una piazza con portici sui tre lati, dominata da un tempio dedicato al culto dell'imperatore e della dea Roma. Al recinto si accedeva per mezzo di un'ampia scalinata centrale. La piazza è attualmente occupata dalla Cattedrale.
La piazza del foro vera e propria sulla seconda terrazza, disposta in asse con quella superiore, era di straordinaria ampiezza (318 m per 175 m). Era circondata su tre lati da portici e la zona centrale era probabilmente sistemata a giardino: qui venivano erette le statue in onore dei personaggi più influenti della provincia e in particolare dei flamines, sacerdoti ufficiali della provincia per il culto imperiale.
Dietro i portici che circondavano la piazza erano ospitati il tabularium, o archivio, e l'arca, o cassa, e gli altri edifici amministrativi. Per la naturale pendenza del terreno i portici laterali erano in parte costruiti su sostruzioni accessibili; delle torri scalarie alle estremità collegavano i diversi livelli di questo complesso amministrativo.
Una di queste torri, tuttora conservata, è il cosiddetto "Pretorio romano" (o anche "Castello del re", "Palazzo di Augusto" o "Torre di Pilato"). La torre, subì trasformazioni in epoca medioevale (testimoniate dalle attuali finestre gotiche) e in particolare nel XIV secolo ed era destinata a sede dei re di Catalogna nelle loro visite in città. In epoca moderna fu utilizzata come caserma fino al 1954 e successivamente fu restaurata e aperta al pubblico come sede del Museo di Storia della città.
Il complesso cessò di funzionare agli inizi del V secolo e venne progressivamente smantellato per il riutilizzo dei materiali, mentre la sede amministrativa, probabilmente ridotta, dovette spostarsi in un altro luogo.
Circo romano

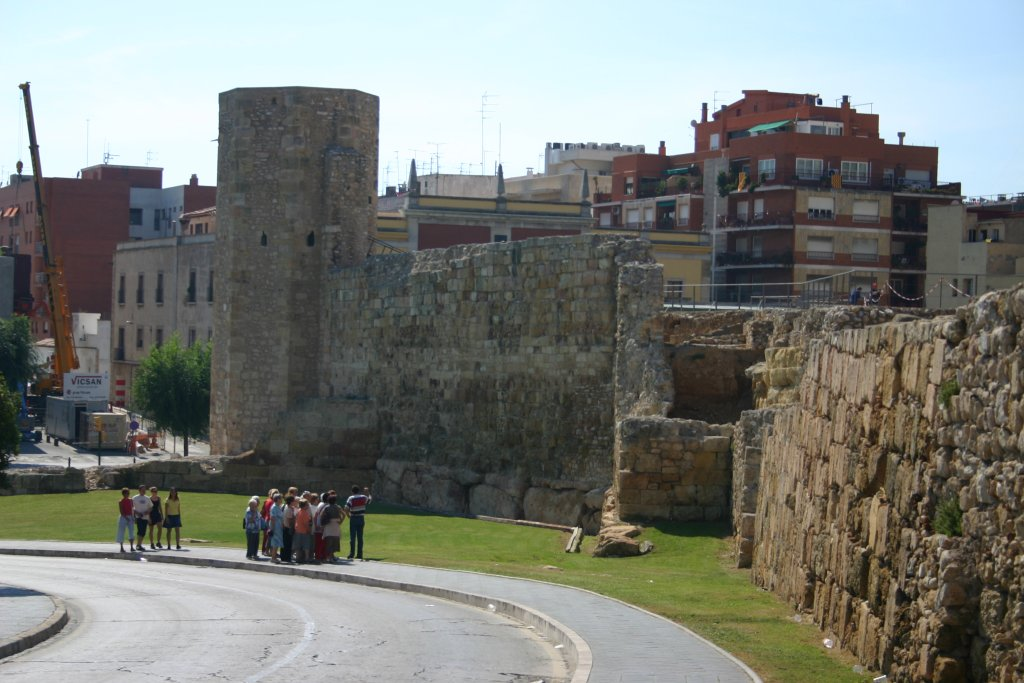
Circo Romano

L'edificio, nel quale si tenevano le corse delle bighe o delle quadrighe, fu integrato nel complesso monumentale del Foro provinciale alla fine del I secolo d.C., sotto il regno dell'imperatore Domiziano, occupando una terza terrazza inferiore.
Aveva una lunghezza di 325 m per una larghezza di 115 m. Le volte in muratura che sostenevano la cavea con i sedili, ospitavano i corridoi che permettevano l'afflusso e il deflusso degli spettatori e che si collegavano alle sostruzioni della soprastante piazza del Foro.
La cavea era separata dall'arena da un muro alto circa 2 m, che proteggeva gli spettatori dagli incidenti che accadevano durante le gare, ed era interrotta, in asse con il complesso superiore, dal pulvinar, tribuna delle autorità. Su uno dei lati corti erano i carceres, strutture di partenza per le gare.
Anche il circo sembra cessasse di essere utilizzato nel corso del V secolo, quando alcune abitazioni iniziarono ad installarsi sulle sue strutture.
In epoca medioevale il circo, inizialmente occupato da un piccolo borgo extraurbano (XII secolo), fu inglobato nelle fortificazioni cittadine, che si ampliano riutilizzandone la facciata (XIV secolo).
Anfiteatro romano

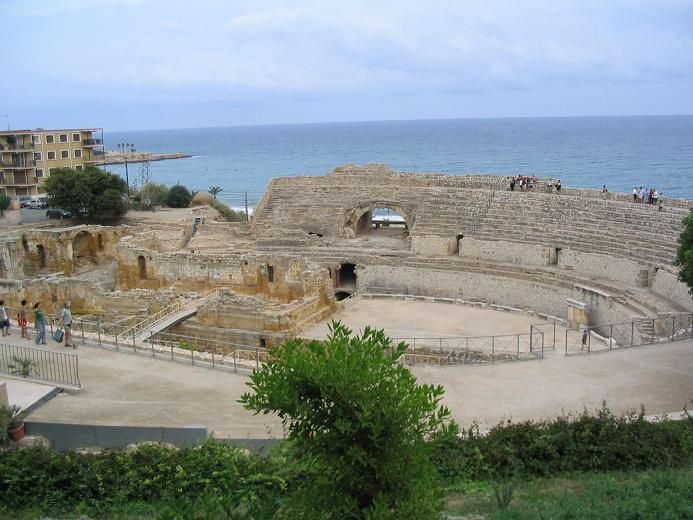
L'anfiteatro e i resti della chiesa di Santa Maria del Miracle

All'inizio del II secolo uno dei flamines provinciales, sacerdoti incaricati del culto imperiale ufficiale della provincia, fece costruire il terzo edificio per spettacoli che insieme al teatro e al circo caratterizzava le città romane più importanti, dedicato ai combattimenti dei gladiatori o tra gli animali.
L'edificio sorse al di fuori del nucleo urbano, in prossimità della via Augusta al suo ingresso in città. Di pianta ellittica aveva un'estensione di 109,50 m per 86,50 m di ampiezza (l'arena era di 62,50 m per 38,50).
La cavea con le gradinate per gli spettatori era appoggiate alla roccia sul lato nord e sostenute da volte sugli altri lati. Era suddivisa in tre meniana: quello inferiore di tre file, quello intermedio di due file e quello superiore di 11 file.
La cavea era separata dall'arena da un podio di 3,25 m di altezza, costituito da grandi blocchi disposti in verticale, in origine probabilmente dipinti in rosso. Alle spalle del podio correva un corridoio coperto che permetteva la circolazione del personale di servizio. Nell'arena era scavata una fossa, con due bracci disposti a croce, utilizzata per le attrezzature e le scene. Ad una delle estremità della fossa trasversale un sacello era dedicato alla dea Nemesi, protettrice dei gladiatori, ornato da un affresco che raffigurava la dea.
Alle estremità dell'ellisse due porte consentivano di accedere direttamente nell'arena. Al centro delle gradinate sul lato rivolto al mare, una piattaforma che interrompeva le gradinate della cavea costituiva il pulpitum, tribuna per le autorità.
L'anfiteatro fu restaurato nel 221 sotto il regno di Eliogabalo: il podio venne rivestito da lastre in marmo e in calcare, con una lunghissima iscrizione per commemorare l'avvenimento.
Il 21 gennaio del 259 vi subirono il martirio il vescovo Fruttuoso e i suoi diaconi. Nel VI secolo venne costruita in memoria dei martiri sull'arena dell'anfiteatro abbandonato una basilica, visigota. Questa aveva 22,75 m di lunghezza per 13 m di larghezza ed era suddivisa in tre navate da due file di sei colonne, con abside al termine della navata centrale. Sul lato sinistro era annesso un piccolo ambiente di funzione incerta. L'altare si trovava al centro della navata centrale, delimitato da un recinto costituito da muretti rivesti da lastre in pietra.
Le colonne che dividevano le navate poggiavano su un basamento in blocchi di reimpiego, tra i quali sono state rinvenute diverse statue di epoca imperiale. Anche l'abside fu costruita con blocchi di reimpiego, in particolare diversi con l'iscrizione del podio.
Presso la basilica si trova una piccola necropoli di 48 tombe, i cui recinti funerari si addossavano alle mura della chiesa.
Dopo la riconquista nel XII secolo sulle rovine della basilica più antica venne ricostruita la chiesa di Santa Maria del Miracle, in stile romanico. La chiesa aveva pianta a croce latina, con uno dei bracci appena più corto dell'altro. Il braccio meridionale aveva inoltre una piccola abside a pianta semicircolare, mentre l'abside principale era a pianta quadrangolare, forse per influenza delle chiese cistercensi. L'unica navata era decorata con sottili colonne addossate ai muri.
La chiesa divenne un convento nel 1576 e fu abbandonata nel 1780. Dal 1801 agli inizi del XX secolo ospitò i lavoratori impegnati nella ricostruzione del porto.
Teatro romano
Costruito agli inizi del I secolo d.C., ne sono visibili pochi resti della cavea e dell'orchestra, con al centro altare dedicato al numen di Augusto. Gran parte degli elementi architettonici della scena e le sculture che la decoravano, rinvenuti negli scavi, sono conservati nel Museo Archeologico Nazionale.
Foro della colonia
La città aveva anche un proprio foro, utilizzato come sede amministrativa cittadina e centro commerciale. Il foro più antico fu creato in epoca repubblicana e fu poi monumentalizzato sotto Augusto.
Su uno dei lati lunghi della piazza si apre la Basilica civile, di epoca augustea, con una navata centrale più alta circondata sui quattro lati dalle navate laterali, da cui era separata da colonne con capitelli corinzi (in totale 60, 14 sui lati lunghi e 4 sui lati corti). A causa forse di problemi di stabilità alle colonne angolari vennero addossate delle semicolonne.
Sul fondo della Basilica si aprivano una serie di 13 ambienti: quello centrale aveva maggiori dimensioni (13,07 m per 11,20 m) e ingresso ornato da due colonne. Si trattava probabilmente del tribunale nel quale si amministrava la giustizia. Sul fondo della sala un basamento doveva ospitare una statua dell'imperatore e la sala era probabilmente dedicata anche al culto imperiale. La pavimentazione era in lastre di marmo, con almeno due rifacimenti successivi. Gli altri ambienti più piccoli (3,90 m per 2,90 m) erano probabilmente utilizzati per le varie funzioni amministrative.
Alle spalle della Basilica si trovano le tracce di una cisterna precedente, non più utilizzata dopo la costruzione dell'edificio.
Alla fine del I secolo d.C venne addossato al lato della piazza del Foro opposto alla Basilica un mercato, costituito da una piazza circondata da taberne (spazi commerciali). Alla fine del II secolo alcune delle taberne vennero chiuse dalla realizzazione di un grande ninfeo (fontana). Il mercato venne abbandonato nella seconda metà del IV secolo e utilizzato come cava di materiale da costruzione di reimpiego.
La parte restante del Foro non è ancora completamente scavata: si tratta di una piazza più piccola annessa al foro vero e proprio, da dove sono stati rinvenuti i resti di alcune piattaforme con piedistalli di statue, che dovevano ospitare sculture di membri della famiglia imperiale e di una grande fondazione forse pertinente ad un tempio.
Nell'area archeologica attualmente messa in luce si trova inoltre una strada antica che porta alla piazza annessa al Foro, fiancheggiata da abitazioni disposte secondo un reticolo ortogonale.
Dalla piazza del Foro provengono basamenti di statue con iscrizioni, sculture in marmo e alcuni ritratti imperiali, attualmente conservati nel Museo Nazionale Archeologico.
Il Foro fu distrutto da un incendio, forse in seguito ad un'incursione di barbari, intorno all'anno 360 d.C.
Necropoli e Museo paleocristiano
In occasione della costruzione della manifattura dei tabacchi fu rinvenuta una vasta necropoli paleocristiana, con oltre 2.000 sepolture. Gli scavi proseguirono tra il 1926 e il 1933 e venne realizzato sul posto un museo tra il 1929 e il 1930.
La necropoli era una delle molte che in epoca romana si erano sviluppate lungo la via Augusta e si sviluppò grandemente in epoca paleocristiana, tra il III e il VI secolo, probabilmente presso il luogo di sepoltura dei martiri Fruttuoso, Augure e Eulogio. Le sepolture hanno varie tipologie, dalle più semplici in anfore o in fosse rivestite da tegole, ai sarcofagi scolpiti, ai mausolei e cripte ornati di mosaici.
Cattedrale

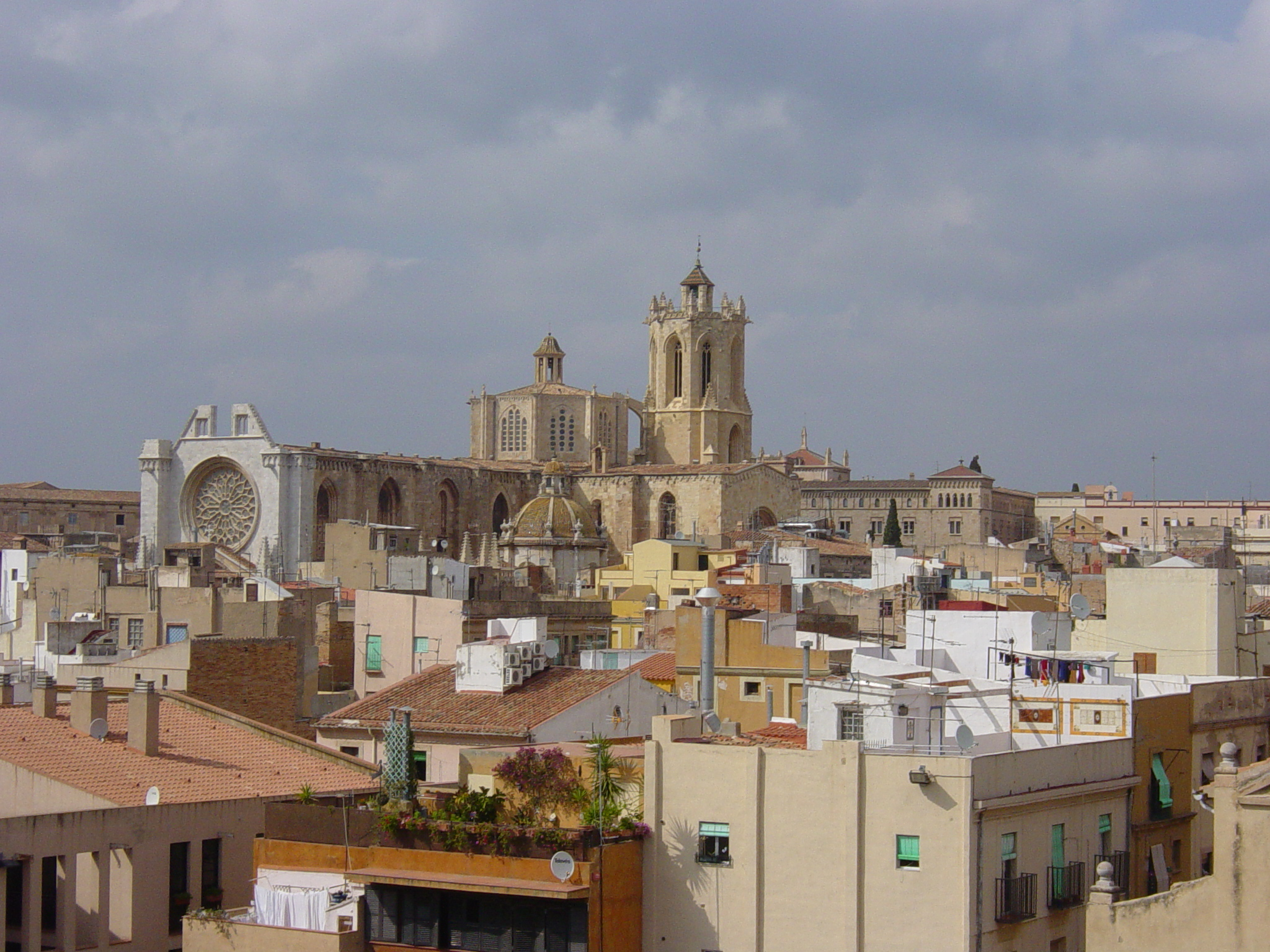
La Cattedrale

La chiesa (la Seu), iniziata nell 1171 e consacrata nel 1331, ha una facciata romanica, al quale si aggiunge un portale gotico, con sculture (Giudizio universale, 23 apostoli e profeti, Madonna con bambino). La facciata restò incompleta nella parte alta, a causa della crisi cittadina dopo la peste del 1348. Vi si trova anche un sarcofago paleocristiano del IV secolo con scene della vita di Cristo. Il rosone della facciata e le sue vetrate trovano confronti in quelli del transetto della cattedrale di Notre Dame di Parigi.
All'interno la chiesa presenta le cappelle di Santa Tecla, dell'Immacolata Concezione, del Santo Sepolcro, delle Undicimila Vergini, di Santa Maria dei Sastri e del Santissimo Sacramento. Notevole è il sarcofago dell'arcivescovo Giovanni d'Aragona e l'altare maggiore con il suo retablo.

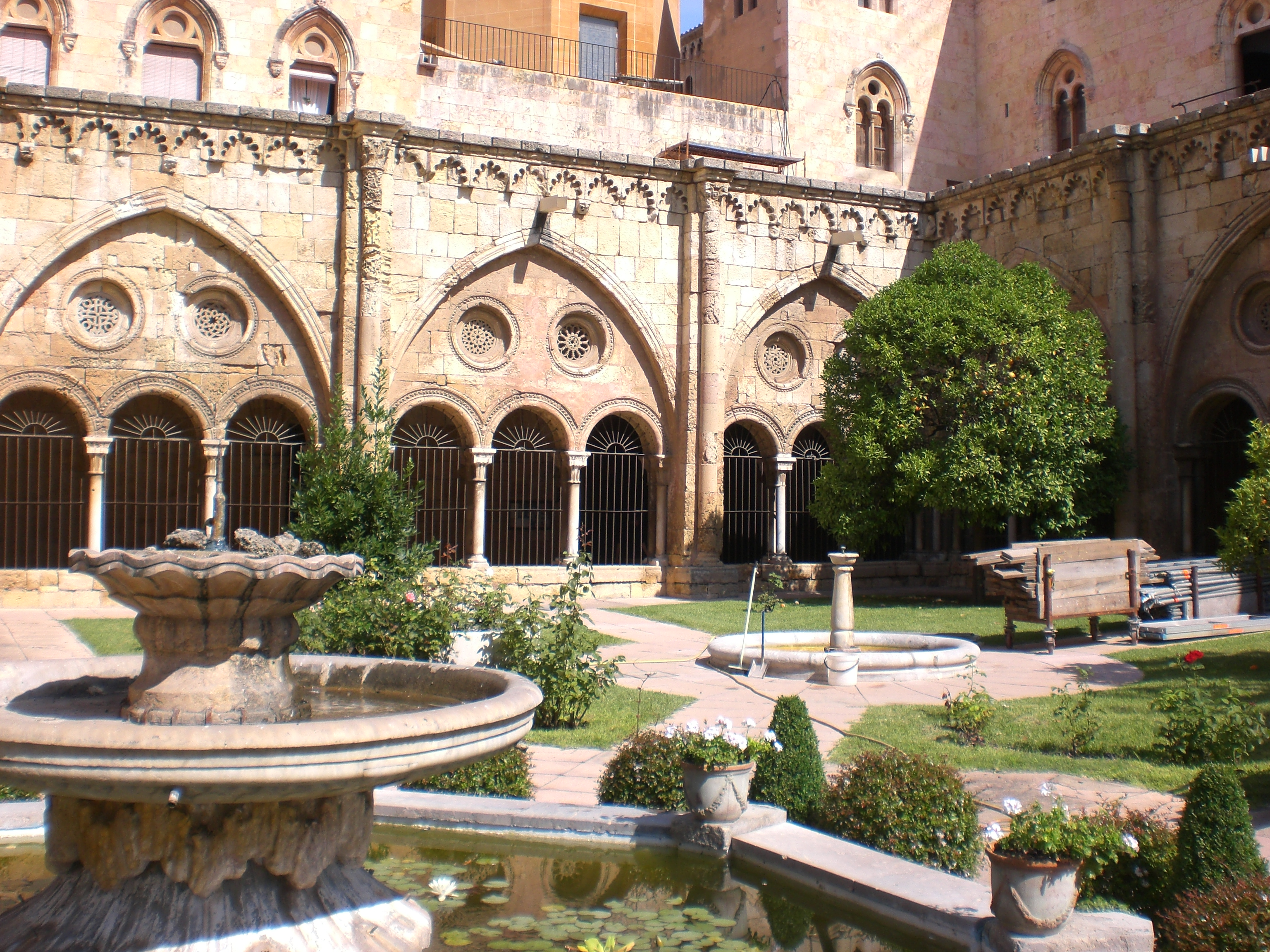
Il chiostro della cattedrale

Alla chiesa è annesso un chiostro, costruito dal 1214, dove si svolgeva la vita comunitaria dei canonici della cattedrale, con arcate gotiche occupate da trifore sostenute da colonnine, i cui capitelli sono scolpiti con scene figurate. Successivamente vi furono aggiunti ambienti e cappelle.
La chiesa ricevette nel 1894 il titolo di basilica e fu dichiarata nel 1905 monumento storico artistico.
Palazzo Canals
Un primo palazzo si impiantò sulle mura romane alle metà del XV secolo e se ne conservano porte, cisterne e le inquadrature delle finestre, in stile gotico. Nel XVI secolo l'edificio fu radicalmente trasformato (riduzione degli spazi e nuove pavimentazioni), ma venne distrutto durante "la guerra dei Segadors" nel XVII secolo.
Nel 1802 alcune case che erano sorte nella zona furono riunite per ospitare il re Carlo IV in occasione dell'inaugurazione del porto. Il palazzo era di proprietà della famiglia Canals, della piccola nobiltà locale.
La casa fu acquistata negli anni 1990 dalla Generalità della Catalogna, che la trasferì quindi al municipio per essere adibita, dopo il restauro, ad usi culturali.
La casa conserva una cappella, una sala da ballo, un soggiorno da ricevimento e uno privato e camere da letto. Gli arredi tuttora conservati risalgono in gran parte alla metà del XIX secolo.

## Musei

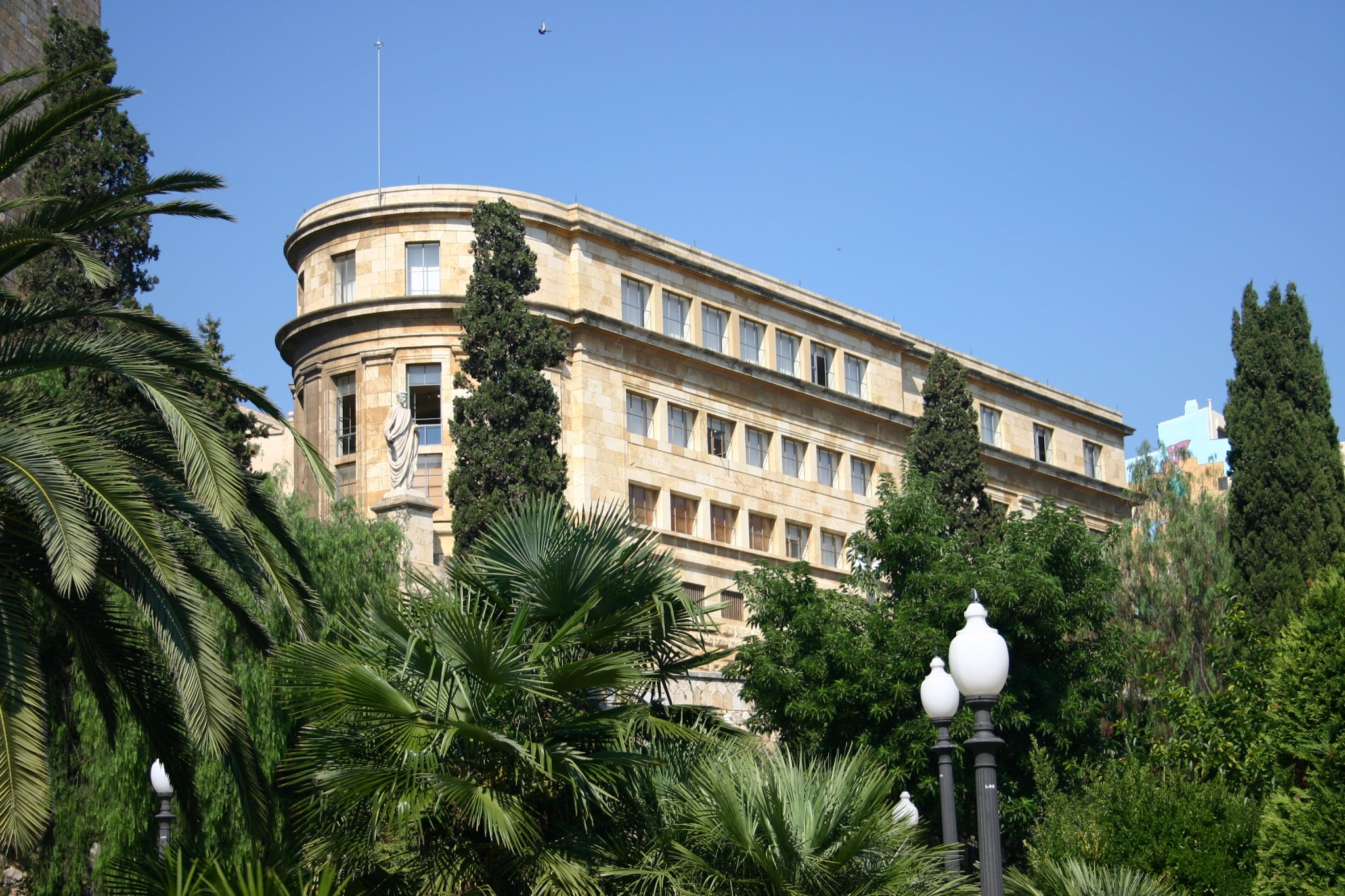
Museo nazionale archeologico
Il Museo nazionale archeologico fu fondato dalla Societat econòmica d'amics del país de Tarragona come museo di antichità nel 1832 in una sede di sua proprietà. Passato nel 1844 alla appena costituita Commissione provinciale dei monumenti, nel 1853 era stato trasferito in alcuni locali del municipio. Un nuovo museo venne progettato nel 1929, ma un nuovo edificio, progettato dall'architetto Francesc Monravà i Soler, fu inaugurato solo nel 1960. Dal 1982 il museo dipende dal dipartimento della cultura della generalità della Catalogna.
Attualmente comprende oltre al Museo archeologico, la necropoli e il Museo paleocristiano e le aree archeologiche delle ville di Centcelles e di El Munts.
I materiali provengono principalmente dai lavori di urbanizzazione pubblici e privati e dai primi scavi sistematici nel Foro coloniale e nella Necropoli paleocristiana negli anni 1920 e 1930. La rapida crescita della città portò ancora a numerosi rinvenimenti casuali che si affiancavano agli scavi archeologici in zone ristrette.
Museo di storia di Tarragona
Il museo dipende dal comune di Tarragona e si trova nel palazzo Castellamau, residenza nobiliare degli inizi del XV secolo, costruita sulle volte dell'antico circo in stile gotico, rimaneggiata nel XVIII secolo. La casa conserva parte dell'arredamento originario e ospita una collezione di pezzi archeologici ed etnografici delle collezioni Molas, Quintana e del fondo del filologo e Sánchez Camargo.
Dal museo dipendono i monumenti di proprietà comunale della città e nei dintorni (resti delle mura romane, del Foro provinciale, del Circo, dell'Anfiteatro, del Foro coloniale, della Cava romana del Médol, dell'acquedotto de Les Ferrere), per i quali costituisce un centro di documentazione e gestione.

### Dintorni

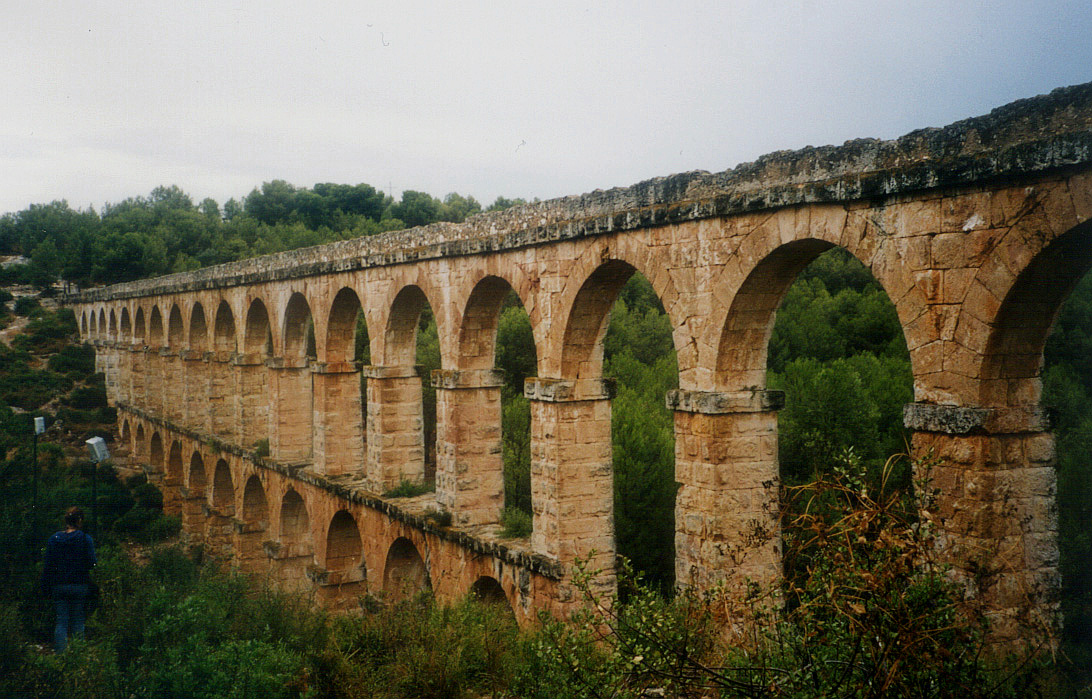
Il "Ponte del diavolo"

- Cava romana del Mèdol: una delle cave da cui proveniva la pietra calcarea utilizzata per gli edifici della città. Attualmente è visibile una grande cavità di circa 200 m di profondità e larga tra i 10 e i 40 m, al centro della quale si conserva uno stretto pilastro di roccia non scavato, alto 17 m. Fu probabilmente utilizzata fino in epoca medioevale e ne furono estratti in totale circa 50.000 metri cubi di pietra.
- Ponte del diavolo: il ponte dell'acquedotto de Les Ferreres presso il fiume Francolí, a circa 4 km dalla città. L'acquedotto che portava in città le acque dalla località di Puigdelfi, risalente al I secolo, superava una vallata con un ponte, alto 27 m e della lunghezza complessiva di 217 m, a due ordini di arcate in opera quadrata, tuttora conservate. Le arcate (luce di 6,30 m e altezza di 5,70m) sono 11 inferiormente e 25 superiormente. Sopra gli archi superiori correva la conduttura, originariamente coperta.
- Arco di Berà: arco trionfale romano a un unico fornice, con semicolonne addossate ai piloni. Attualmente raggiunge un'altezza di 10.50 m. Scavalca il tracciato della via Augusta a circa 20 km a nord della città. La costruzione è di epoca augustea, ma un'iscrizione menziona il testamento di Lucio Licinio Sura, amico e generale dell'imperatore Traiano. Fu restaurato nel 1820 e ancora nel 1926.

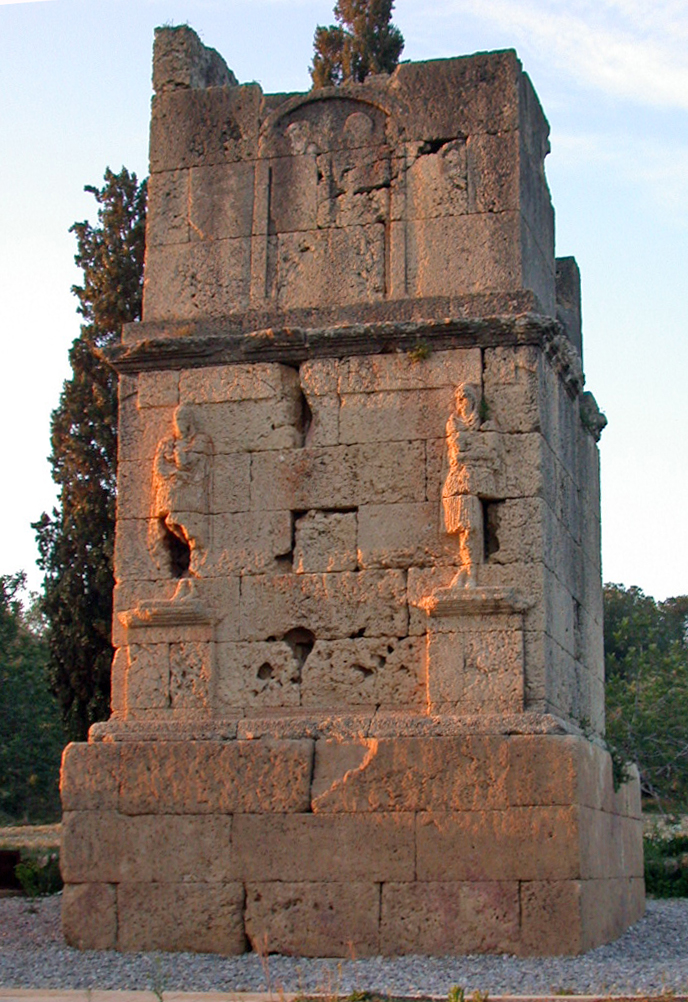
Il sepolcro della "Torre degli Scipioni", presso Tarragona

- Torre degli Scipioni: sepolcro della prima metà del I secolo (più tardo dunque dei personaggi da cui riprende il nome), sulla via Augusta a circa 6 km dalla città. È un sepolcro del tipo "a torre", a pianta quadrata (4,47 m per 4,72 m), costituito da tre corpi quadrangolari sovrapposti. Sulla facciata presenta altorilievi raffiguranti il dio Attis. Monumento nazionale dal 1926.
- Villa romana di Centcelles
- Villa romana di El Munts (vedi comune di Altafulla)
- Località Vandellòs: località che ricorda il luogo ove si stanziarono i Vandali quando nel corso delle loro scorrerie iberiche assediarono la città di Tarragona prima di insediarsi definitivamente nel sud della Spagna in Andalusia.

## Feste e tradizioni
- Cavalcada de Reis ("Cavalcata dei re"), processione dei Re Magi (5 gennaio)
- Carnevale", mascherate e balli guidate da "Sa Majestat Imperatorial Carnestoltes" e dalla sua "Concubina" (febbraio)[5]
- Festival Dixieland, settimana pre Settimana Santa[6]
- Settimana Santa (Pasqua)
- San Jordi, patrono della Catalogna (23 aprile)
- Processione del Corpus Domini (giugno)
- Notte di San Giovanni, con petardi e fuochi (24 giugno).
- Feste dei quartierii: per tutta l'estate si succedono le feste patronali dei vari sobborghi
- Concorso di fuochi artificiali (prima settimana di luglio).[7]
- Festa di San Magí o "Festa Major" (19 agosto)
- Diada Nacional de Catalunya (11 settembre)
- Festa di Santa Tecla, patrona della città, o "Les Festes", nata nel 1321 (23 settembre) con balli e rappresentazioni popolari.[8]
- Ognissanti (1º novembre)
- Fiera di Natale (dicembre)

## Sport
La squadra di calcio locale è il Club Gimnàstic de Tarragona.

## Amministrazione

### Gemellaggi[9]
- Avignone, dal 1968[10]
- Alghero, dal 1972
- Orléans, dal 1978
- Stafford, dal 1992
- Klagenfurt, dal 1996[11]
- Pozzuoli, dal 2003
- Pompei, dal 2006